# سیارک ۴۳۹۳
سیارک ۴۳۹۳ (به انگلیسی: 4393 Dawe، نامگذاری:1978VP8) چهار هزار و سیصد و نود و سومین سیارک کشف شده‌است که در ۷ نوامبر ۱۹۷۸ کشف شد.
قدر مطلق سیارک برابر ۱۲٫۵۰ است.